# Folsomia palaearctica
Folsomia palaearctica är en urinsektsart som beskrevs av Potapov och Babebnko 2000. Folsomia palaearctica ingår i släktet Folsomia, och familjen Isotomidae. Arten är reproducerande i Sverige.